# Behrooz

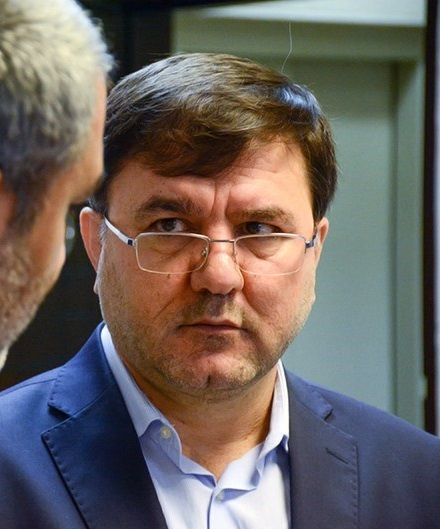
Behrouz Nemati, 2016.

Behrooz (persiska: بهروز) är ett persiskt mansnamn, som ordagrant betyder "bra dag" (beh: bra, rooz: dag). Det fanns år 2007 75 personer som hade Behrooz som förnamn i Sverige, varav 69 som tilltalsnamn.

## Personer med namnet
- Behrouz Badreh (född 1987), svensk entreprenör, influerare, skådespelare samt TV-personlighet och youtubare